# Divisão do Atlântico (NBA)
A Divisão do Atlântico (em inglês:  Atlantic Division) é uma das três divisões da Conferência Leste da National Basketball Association. A divisão foi inaugurada em 1971, com o Philadelphia 76ers, New York Knicks, Buffalo Braves e Boston Celtics. Todos menos os Braves (atuais Los Angeles Clippers) ainda permanecem na divisão, com o Brooklyn Nets sendo parte desde 1976 e o Toronto Raptors desde 2004. Os maiores campeões são os Celtics, com 26 títulos.

## Equipes

### Atuais
- Boston Celtics
- Brooklyn Nets
- Toronto Raptors
- Philadelphia 76ers
- New York Knicks

### Movidas
- Buffalo Braves (1970—1978; atualmente na Divisão do Pacífico)
- Charlotte Hornets (1988—1989; atualmente na Divisão Sudoeste)
- Miami Heat (1989-2004; atualmente na Divisão Sudeste)
- Orlando Magic (1989-2004; atualmente na Divisão Sudeste)
- Washington Wizards (1978-2004; atualmente na Divisão Sudeste)

## Campeões de divisão
| - 1971: New York Knicks - 1972: Boston Celtics - 1973: Boston Celtics - 1974: Boston Celtics - 1975: Boston Celtics - 1976: Boston Celtics - 1977: Philadelphia 76ers - 1978: Philadelphia 76ers - 1979: Washington Bullets - 1980: Boston Celtics | - 1981: Boston Celtics - 1982: Boston Celtics - 1983: Philadelphia 76ers - 1984: Boston Celtics - 1985: Boston Celtics - 1986: Boston Celtics - 1987: Boston Celtics - 1988: Boston Celtics - 1989: New York Knicks - 1990: Philadelphia 76ers | - 1991: Boston Celtics - 1992: Boston Celtics - 1993: New York Knicks - 1994: New York Knicks - 1995: Orlando Magic - 1996: Orlando Magic - 1997: Miami Heat - 1998: Miami Heat - 1999: Miami Heat - 2000: Miami Heat | - 2001: Philadelphia 76ers - 2002: New Jersey Nets - 2003: New Jersey Nets - 2004: New Jersey Nets - 2005: Boston Celtics - 2006: New Jersey Nets - 2007: Toronto Raptors - 2008: Boston Celtics - 2009: Boston Celtics - 2010: Boston Celtics | - 2011: Boston Celtics - 2012: Boston Celtics - 2013: New York Knicks - 2014: Toronto Raptors - 2015: Toronto Raptors - 2016: Toronto Raptors - 2017: Boston Celtics - 2018: Toronto Raptors - 2019: Toronto Raptors - 2020: Toronto Raptors | - 2021: Philadelphia 76ers - 2022: Boston Celtics - 2023: Boston Celtics - 2024: Boston Celtics - 2025: Boston Celtics |

## Ranking de títulos
- 26: Boston Celtics
- 7: Toronto Raptors
- 6: Philadelphia 76ers
- 5: New York Knicks
- 4: Miami Heat*
- 4: New Jersey Nets
- 2: Orlando Magic*
- 1:  Washington Bullets*

Asteriscos denominam times que não estão mais na divisão.

## Resultados
- Campeões da NBA: New York Knicks (1973), Boston Celtics (1974, 1976, 1981, 1984, 1986, 2008, 2024), Philadelphia 76ers (1983)
- Campeões da conferência: New York Knicks (1972, 1994, 1999), Boston Celtics (1985, 1987, 2010, 2022), Philadelphia 76ers(1977, 1980, 1982, 2001), Washington Wizards (1979), New Jersey Nets (2002, 2003)